# Scortum neili
Scortum neili är en fiskart som beskrevs av Allen, Larson och Midgley, 1993. Scortum neili ingår i släktet Scortum och familjen Terapontidae. Inga underarter finns listade i Catalogue of Life.